# 1920

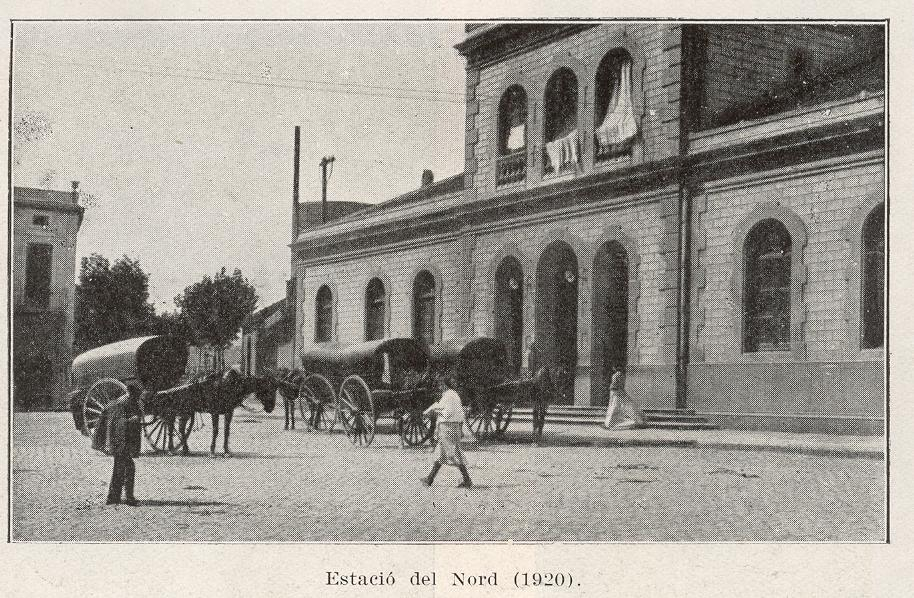
L'Estació del Nord de Terrassa el 1920

## Esdeveniments
Països Catalans
- 14 de març, Mataróː S'inaugura el Teatre Bosque, amb l’actuació de la companyia d’acròbates de Willy Frediani.[1]
- 11 de maig, L'Hospitalet de Llobregat: l'Estat espanyol expropia la zona de la Marina de ll'Hospitalet de Llobregat, que agrega a Barcelona, per fer un port franc en terrenys que ara pertanyen a l'Autoritat Portuària de Barcelona.[2]
- 23 de juny, Barcelona: Creació del Banc de Catalunya.[3]
- 24 d'octubre: Reus: S'inaugura definitivament el Teatre Bartrina, amb una conferència d'Eduard Toda i la representació de La justícia de l'abat, obra de Josep Martí Folguera.[4]

- 27 de desembre, Barcelona: Fallida del Banc de Barcelona.[3]
- Barcelona: es publica L’alta llibertat, segon llibre de poemes de Clementina Arderiu.[5]

Resta del món
- 10 de gener: Entra en vigor el Tractat de Versalles.
- 13 a 17 de març: Wolfgang Kapp va protagonitzar un intent de cop d'Estat contra el govern democràtic de la República de Weimar, conegut com el putsch de Kapp: recolzat per tropes de la Marina sota el comandament del general Lüttwitz, va ocupar Berlín i es va fer proclamar canceller. Però l'èxit de la vaga general convocada pels sindicats el va forçar a abandonar al cap de quatre dies, refugiant-se a Suècia.[6]
- 15 d'abril: Madrid (Espanya): fundació del Partit Comunista Espanyol.[6]
- 20 d'abril, Anvers: Comencen els Jocs Olímpics d'Estiu de 1920, Jocs Olímpics de la VII Olimpíada, a la ciutat d'Anvers (Bèlgica).[7]
- 4 de juny, Els Aliats i Hongria signen el Tractat de Trianon.[8]
- 6 d'agost, Londres, Anglaterra: els escoltes reunits en el primer Jamboree Mundial proclamen Baden-Powell “cap escolta mundial”.
- 12 de setembre, Anvers: Es clausuren els Jocs Olímpics d'Estiu de 1920, Jocs de la VII Olimpíada, a la ciutat d'Anvers (Bèlgica).[9]
- 16 de setembre: Moren unes 30 persones en un atemptat amb bomba al districte financer de Wall Street, a Nova York.[10]
- 24 d'octubre: Reus: S'inaugura definitivament el Teatre Bartrina, amb una conferència d'Eduard Toda i la representació de La justícia de l'abat, obra de Josep Martí Folguera.[4]
- 30 d'octubre, Sydney: Es funda el Partit Comunista d'Austràlia.[11]
- Els bolxevics conquereixen l'Emirat de Bukharà instaurant la República Popular de Bukharà.
- La ciutat de Trípoli és incorporada a la República del Gran Líban
- A principis d'any, Landmann descriu una segona variant de la toxina botulínica causada per Clostridium botulinum. Això succeeix als Estats Units, durant "L'escàndol de les olives".[12]

### Premis Nobel
| Camp                  | Guardonats                  |
| --------------------- | --------------------------- |
| Física                | - Charles Edouard Guillaume |
| Química               | - Walther Hermann Nernst    |
| Medicina o Fisiologia | - August Krogh              |
| Literatura            | - Knut Hamsun               |
| Pau                   | - Léon Bourgeois            |

## Naixements
Països Catalans
- 4 de febrer, Barcelona: Rina Celi, cantant barcelonina de jazz i música lleugera i actriu dels anys quaranta (m. 1996).[13]
- 8 de febrer, Barcelona: Josep Maria Ballarín i Monset, capellà i escriptor. Popularment conegut com a "Mossèn Tronxo" (m. 2016).
- 10 de febrer, Figueres, Empordà: Josep Pallach i Carolà, mestre, pedagog i polític català.
- 27 de febrer, Barcelona: Mercé Pàniker i Alemany, empresària i activista social catalana (m. 2012).[14]
- 6 de març, Sabadell: Josep Capmany i Casamitjana, bisbe auxiliar de Barcelona.[15]
- 7 d'abril, Argelers, Rosselló: Jordi Barre, cantautor nord-català (m. 2011).
- 10 d'abril, Barcelona: Maria de Ávila, ballarina, coreògrafa i directora de grans companyies de ballet clàssic i neoclàssic (2014).[16]
- 14 d'abril, 
  - Cervera: Josep Benet i Morell, historiador, editor i polític clau en la lluita antifranquista i en la transició (m. 2008).[17]
  - Barcelona: Rosa Almagro i Ribera de Presas, compositora (m. 2006).[18]
- 16 de maig, Mont-roig del Camp (Baix Camp): Antoni Ballester i Nolla, químic i oceanògraf català (m. 2017).[19]
- 23 de maig, Junedaː Maria Dolors Sabaté i Andreu, infermera, llevadora, dirigent de moviments cristians obrers.[20]
- 30 de maig, Barcelona: Antoni Maria Badia i Margarit, filòleg i lingüista català (m. 2014).[21]
- 3 de juny, Sabadell: Joan Vilacasas, pintor, gravador, ceramista, escriptor i col·leccionista català.
- 17 de juliol, Barcelona: Joan Antoni Samaranch i Torelló, president del Comitè Olímpic Internacional, 1980, 2001) i de la Diputació de Barcelona, 1973, 1977).
- 22 de juliol, Sabadell: Mercè Sorribas i Elias, locutora de ràdio i actriu catalana.[22]
- 25 de juliol, Palma: Catalina Valls Aguiló de Son Servera, actriu i escriptora mallorquina (m. 2010).[23]
- 15 d'agost, València: Vicente Aguilera Cerni, crític d'art i assagista valencià (m. 2005).
- 10 de setembre, Barcelona: Miquel Arimany i Coma, escriptor i editor català.[24]
- 9 d'octubre, Barcelona: Carlos Pérez de Rozas y Sáenz de Tejada, fotògraf i periodista català.
- 2 de novembre, Sabadell, província de Barcelona: Enric Casassas i Simó, químic català.
- 4 de novembre, Sallagosa, Alta Cerdanya: Antoni Cayrol (Jordi-Pere Cerdà), poeta, narrador, dramaturg i promotor d'activitats a la Catalunya del Nord.
- 7 de novembre, Barcelona: Joan Perucho, novel·lista, poeta i crític d'art català.
- 4 de desembre, Centelles: Conxa Sisquella i Planas, pintora i artista destacada de la postguerra (m. 1996).

- 19 de desembre - Barcelona: Eduard Pons Prades, Floreado Barcino, historiador i escriptor català (m. 2007).

- 25 de desembre, Barcelona: Manuel Cubeles i Solé, coreògraf i promotor de la llengua i la cultura popular catalanes (m. 2017).[26]

Resta del món
- 2 de gener, Lublin (Polònia): Anna Langfus, escriptora en francès d'origen polonès, Premi Goncourt de 1962. (m. 1966)[27]
- 8 de gener, Alhama de Murcia: Bràulia Cànovas Mulero, militant republicana espanyola, activista de la CNT i supervivient als camps de concentració nazis (m. 1993).[28]

- 9 de gener, Madrid, Espanya: José Luis de Vilallonga, escriptor, periodista, actor i aristòcrata.
- 10 de gener, Durwood, Oklahoma: Rosella Hightower, ballarina clàssica estatunidenca (m. 2008).[29]
- 16 de gener, Zhengzhou (Xina): Wei Wei, periodista i escriptor xinès, guanyador del Premi Mao Dun de Literatura de l'any 1982 (m. 2008).
- 20 de gener, Rímini, Regne d'Itàlia: Federico Fellini, director de cinema i guionista italià (m. 1993).
- 22 de gener, Trento (Itàlia): Chiara Lubich, fundadora i presidenta del Moviment dels Focolars (m. 2008).[30]
- 6 de febrer, el Caire: Andrée Chedid, escriptora francesa d'origen cristià libanès (m. 2011).[31]
- 22 de febrer, San Giorgio di Piano, Bolonya: Giulietta Masina, actriu italiana (m. 1994).[32]
- 29 de febrer, Neuilly-sur-Seine: Michèle Morgan, actriu francesa de cinema (m. 2016).[33]
- 10 de març, Ville-d'Avray, Hauts-de-Seine, França: Boris Vian, músic i escriptor francès.(m. 1959)[34]
- 11 de març, Dordrecht, Països Baixos: Nicolaas Bloembergen, físic nord-americà d'origen neerlandès, Premi Nobel de Física de l'any 1981.
- 12 de març, París: Françoise d'Eaubonne, escriptora i feminista francesa que encunyà el terme ecofeminisme (m. 2005).[35]
- 15 de març, Mart (Texas), EUA: Edward Donnall Thomas, metge nord-americà, Premi Nobel de Medicina o Fisiologia de l'any 1990 (m. 2012).
- 16 de març, Santarcangelo di Romagna, Itàlia: Tonino Guerra, escriptor i guionista italià (m. 2012).
- 17 de març, Toay, La Pampa, Argentina: Olga Orozco, poetessa argentina.[36]
- 21 de març, Nancy, França: Éric Rohmer, crític i director de cinema francès (m. 2010)[37]
- 4 d'abril, Nancy, França: Éric Rohmer, crític i director de cinema francès (m. 2010).
- 6 d'abril, Xangai, Xina: Edmond Henri Fischer, bioquímic nord-americà d'origen suís, Premi Nobel de Medicina o Fisiologia de l'any 1992.[38]
- 8 d'abril, Harlem, Nova York: Carmen McRae, cantant de jazz nord-americana.[39]
- 15 d'abril, Stuttgart (Alemanya): Richard von Weizsäcker, polític alemany, alcalde de Berlín (1981-1984), President d'Alemanya (1984-1994), Premi Internacional Catalunya 1995 (m. 2015).[40]
- 20 d'abril, EUA: John Paul Stevens, jurista estatunidenc. Membre del Tribunal Suprem dels Estats Units (m. 2019).[41]
- 28 d'abril, Venècia, Regne d'Itàlia: Bruno Maderna, compositor i director d'orquestra italià (m. 1973).[42]
- 9 de maig, Media Luna, Cuba: Celia Sánchez Manduley, guerrillera i política cubana, una de les líders de la Revolució (m. 1980).[43]
- 12 de maig, Praga: Vilém Flusser, filòsof.
- 18 de maig, Wadowice, Polònia: Karol Wojtyla, cap de l'església catòlica que prengué el nom de Joan Pau II (m. 2005).[44]
- 26 de maig, Jamestown, Dakota del Nord: Peggy Lee, cantant estatunidenca de jazz i música popular, compositora i actriu (m. 2002).[45]
- 29 de maig, Budapest, Hongria: John Harsanyi, economista hongarès, Premi Nobel d'Economia de l'any 1994 (m. 2000).[46]
- 4 de juny, Triesteː Fedora Barbieri, mezzosoprano italiana (m. 2003).[47]
- 7 de juny, La Hoguette (França): Georges Marchais, polític comunista francès (m. 1997).[48]
- 16 de juny, Ciutat de Mèxic, Mèxic: José López Portillo, president de Mèxic (m. 2004).[49]
- 17 de juny, Nancy, França: François Jacob, metge i biòleg, Premi Nobel de Medicina o Fisiologia de l'any 1965 (m. 2013).[50]
- 20 de juny, Abeokuta, Nigèria: Amos Tutuola, escriptor nigerià (m. 1997).[51]
- 26 de juny, Viena: Ludwig Streicher, contrabaixista austríac, principal contrabaix de l'Orquestra Filharmònica de Viena (m. 2003).[52]
- 6 de juliol, Christiania: Elise M. Boulding, sociòloga pionera dels estudis per a la pau i resolució de conflictes (m. 2010).[53]
- 8 de juliol, Gilmore City, Iowa, Mary Ellen Solt, poetessa nord-americana
- 10 de juliol, San Francisco, EUA: Owen Chamberlain, físic, Premi Nobel de Física de 1959 (m. 2006).[54]
- 14 de juliol, Lushan, Jiangxi, Xina: Anne Tyng, arquitecta estatunidenca (m. 2011).[55]
- 23 de juliol, Lisboa, Portugal: Amália Rodrigues, fadista, cantant i actriu portuguesa.[56]
- 25 de juliol, Londres, Anglaterra: Rosalind Franklin, científica britànica (m. 1958).[57]
- 30 de juliol, Míchiganː Marie Tharp, geòloga, oceanògrafa i cartògrafa estatunidenca.[58]
- 3 d'agost, Oxford: P. D. James, escriptora anglesa de novel·la detectivesca (m. 2014).[59]
- 9 d'agost, Nova York: Marjorie Hyams, música de jazz estatunidenca, vibrafonista, pianista, bateria i arranjadora musical (m. 2012).[60]
- 16 d'agost, Andernach, Alemanya: Charles Bukowski, escriptor nord-americà (m. 1994).
- 17 d'agost, Comtat de Dublín, Irlanda: Maureen O'Hara, actriu de cinema irlandesa.[61]
- 18 d'agost, 
  - Montevideo: Idea Vilariño, poeta, traductora, crítica literària, compositora i assagista uruguaiana (m. 2009).[62]
  - Saint Louis, Missouri: Shelley Winters, actriu de teatre i de cinema estatunidenca (m. 2006).[63]
- 20 d'agost, Bucarest: Zoe Dumitrescu Buşulenga, crítica literària i assagista romanesa (m. 2006).[64]
- 26 d'agost, Spilimbergo, Friül-Venècia Júlia: Novella Cantarutti, escriptora en llengua furlana (m. 2009).[65]
- 27 d'agost, Nàpols, Itàlia: Maria Curcio, pianista clàssica italiana que com a professora va tenir una gran reputació (m. 2009).[66]
- 14 de setembre,
  - Paso de los Toros (Uruguai): Mario Benedetti, escriptor uruguaià (m. 2009).[67]
  - Omaha, Nebraska, EUA: Lawrence Klein, economista nord-americà, Premi Nobel d'Economia de l'any 1980 (m. 2013).
- 23 de setembre, Brooklyn, Nova York, EUA: Mickey Rooney, actor i director estatunidenc.
- 29 de setembre, Mitcham, Surrey, Anglaterra: Peter D. Mitchell, bioquímic anglès, Premi Nobel de Química de l'any 1978 (m. 1992).[68]
- 30 de setembre, Xangai, Xina: Eileen Chang, escriptora en llengua xinesa i anglesa (m. 1995).
- 1 d'octubre, Nova York, EUA: Walter Matthau, actor estatunidenc (m. 2000).[69]
- 3 d'octubre, Owston Ferry, Lincolnshire, Anglaterra: Philippa Foot, filòsofa britànica (m. 2010).[70]
- 5 d'octubre, Estats Units d'Amèrica: Elizabeth Bugie Gregory, bioquímica estatunidenca que va identificar l'estreptomicina (m. 2001).[71]
- 17 d'octubre:
  - Valladolid, Espanya: Miguel Delibes Setién, novel·lista i periodista en castellà (m. 2010).
  - Omaha, Nebraska (EUA): Montgomery Clift, actor estatunidenc (m. 1966).[72]
- 18 d'octubre, Atenes, Grècia: Melina Merkuri, actriu, cantant i política grega.
- 23 d'octubre, Omegna, Regne d'Itàlia: Gianni Rodari, mestre, escriptor, pedagog i periodista italià (m. 1980).
- 29 d'octubre, Caracas, Veneçuela: Baruj Benacerraf, metge estatunidenc, Premi Nobel de Medicina o Fisiologia de l'any 1980 (m. 2011).[73]
- 5 de novembre, Cambridge, Massachusetts, EUA: Douglass North, economista i historiador nord-americà, Premi Nobel d'Economia de l'any 1993 (m. 2015).
- 6 de desembre, Stainforth, South Yorkshire, Anglaterra: George Porter, químic anglès, Premi Nobel de Química de l'any 1967 (m. 2002).
- 10 de desembre, Txetxelnik, Ucraïna: Clarice Lispector, escriptora brasilera en portuguès, de les més rellevants del segle xx (m. 1977).[74]
- 11 de desembre, Crespinh, (França): Joan Bodon, escriptor occità (m. 1975).[75]
- 21 de desembre, L'Havana: Alicia Alonso, ballarina i coreògrafa de dansa clàssica (m. 2019).[76]

## Necrològiques
Països Catalans
- 9 de gener, Barcelona: Miquel dels Sants Oliver i Tolrà, periodista i escriptor mallorquí (n. 1864).
- 21 d'abril, València, l'Horta: Josep Aixa Íñigo, escultor valencià (n. 1844).
- 12 d'agost, València: Francesc Martí Grajales, periodista, assagista i erudit valencià (n. 1862).
- 30 de setembre, València: Josep Aguirre Matiol, poeta valencià (n. 1842).
- 30 d'octubre, València: Lluís Tramoyeres i Blasco, historiador de l'art valencià (n. 1854).
- 30 de novembre, Barcelona: Francesc Layret, polític i advocat laboralista, assassinat per pistolers del Sindicat Lliure (n. 1880).
- 9 de desembre - Vallibona (els Ports): Josep Meseguer i Costa, eclesiàstic valencià (n. 1843).
- Barcelona: Artur Gallard i Tresens, empresari, poeta, i polític barceloní.
- Figueres (Alt Empordà): Esteve Trayter i Colomer, pedagog i col·leccionista.

Resta del món
- 4 de gener, Madrid, Espanya: Benito Pérez Galdós, escriptor espanyol (n. 1843).
- 24 de gener, París, França: Amedeo Modigliani, pintor i escultor italià (n. 1884).
- 25 de gener, París, França: Jeanne Hébuterne, la parella de Modigliani es suïcida.
- 12 de febrer, Londres, Regne Unit: Émile Sauret, violinista i compositor francès.
- 15 de març, Londres, Edith Holden, artista britànica, il·lustradora i professora d'art.[77]
- 21 de març, Bajina Basta, Sèrbia: Evelina Haverfield, sufragista britànica (n. 1867).[78]
- 8 d'abril, Nova York: Charles Griffes, pianista i compositor nord-americà (n. 1884).[79]
- 1 de maig: Hanuš Wihan, violoncel·lista i compositor txec.
- 6 de maig, París: Hortense Schneider, cantant francesa d'opereta, del Segon Imperi.[80]
- 18 de maig, Londres: Margaret Damer Dawson, activista antiviviseccionista i cofundadora del primer servei de policia britànic de dones (n. 1873).[81]
- 21 de maig, Puebla (Mèxic): Venustiano Carranza Garza, va ser el primer cap de l'exèrcit constitucionalista i president constitucional de Mèxic en dues ocasions (n. 1859).[6]
- 5 de juny, Headington Hill, Oxfordː Rhoda Broughton, novel·lista britànica (n. 1840).[82]
- 14 de juny, Múnic (Alemanya): Max Weber, filòsof, sociòleg i politòleg alemany, un dels pares de la sociologia i l'administració pública modernes (n. 1864).[83]
- 11 de juliol, Madrid: Eugènia de Montijo, darrera emperadriu dels francesos (n. 1826).[84]
- 19 de setembre, Scheveningen, La Haia: Adrienne van Hogendorp-s' Jacob, pintora de bodegons neerlandesa (n. 1857).[85]
- 24 de setembre, Lausana (Suïssa): Peter Carl Fabergé, de nom complet Péter Karl Gústavovitx Fabergé (rus: Пе́тер Карл Гу́ставович Фаберже́) joier rus (n. 1846).[86]
- 25 d'octubre, Brixton, Lambeth, Londres, Anglaterra: Terence MacSwiney, patriota irlandès, després de 73 dies de vaga de fam en protesta pel seu empresonament per les autoritats britàniques (n. 1879).[87]
- 22 de novembre, Montevideo, Uruguai, Manuel Pérez y Curis, escriptor i poeta uruguaià.
- 11 de desembre, Wittebergen, Colònia del Cap [actualment a Sud-àfrica]: Olive Schreiner, escriptora sud-africana (n. 1855).